# تالسا (اسطوره)
تالسا یا تالتا (به یونانی: Θαλασσα) یکی از ایزدان نخستین در اساطیر یونانی و تجسم شخصیت اقیانوس و ارواح دریا است. او فرزند آیتر (روشنایی) و همرا (روز) بود که با همتا و همسرش پونتوس، موجبات خلق گونه‌های مختلفی از ماهی‌ها شدند. او مادر نه تلکینس بود که با نام شیاطین دریا و فرزندان ماهی شناخته می‌شدند و به جای دست دارای باله‌هایی بودند و سری به شکل سگ داشتند. در یونان او را به‌طور خاصی تجسم دریای مدیترانه برمی‌شمردند و در برخی از داستان‌های یونانی، او را مادر تمامی موجودات می‌پنداشتند. بر اساس افسانه‌های بیان‌شده توسط هزیود، تالسا، ایزدبانوی عشق آفرودیته را پس از این‌که کرونوس، پدرش اورانوس را اخته کرد، به‌دنیا آورد. شخصیت تالسا همانند دیگر ایزدان نخستین یونان به‌ندرت تجسم می‌شد و صفات خداگونه نداشت در عوض او نیز شکلی عناصری داشت و آن خود دریا بود. پوزئیدون و آمفیتریت ایزدان معادل پونتوس و تالسا بودند. در اواخر دوران باستان، این دو را همچنین با اوکئانوس و تتیس برابر می‌دانستند. او همچنین دریایی وسیع و متروک، دارای سواحلی خالی از سکنه بود. بدین سبب او هرگز به‌عنوان یک ایزدبانو به شمار نمی‌رفت.
تالسا، بر روی موزاییک‌های زمان امپراتوری روم به‌شکل زنی سربرآورده از دریا، دارای شاخ‌هایی به شکل چنگک‌های خرچنگ، لباسی درست‌شده از جلبک دریایی و پارو در دست به تصویر کشیده می‌شد.